# For det fælles bedste
Inden for filosofi, økonomi og statsvidenskab er for det fælles bedste eller for alles bedste (også Commonwealth, generel velfærd eller offentlig gavn) enten det, der er delt og gavnligt for alle eller de fleste medlemmer af et givent samfund, eller alternativt, hvad der opnås ved medborgerskab, kollektiv handling og aktiv deltagelse i området for politik og offentlig myndighed. Begrebet almenvellet adskiller sig væsentligt blandt filosofiske doktriner. Tidlige opfattelser af det fælles bedste blev fremsat af oldgræske filosoffer, herunder Aristoteles og Platon. En forståelse af det fælles bedste, der er rodfæstet i Aristoteles' filosofi, forbliver i almindelig brug i dag, med henvisning til, hvad en nutidig forsker kalder det "gode, der er passende for og kun opnås af fællesskabet, men alligevel individuelt delt af dets medlemmer."
Begrebet fælles bedste udviklede sig gennem arbejdet fra politiske teoretikere, moralfilosoffer og offentlige økonomer, herunder Thomas Aquinas, Niccolò Machiavelli, John Locke, Jean-Jacques Rousseau, James Madison, Adam Smith, Karl Marx, John Stuart Mill, John Maynard Keynes, John Rawls og mange andre tænkere.
I nutidig økonomisk teori er et fælles gode ethvert gode, der er rivaliserende, men ikke-udelukkeligt, mens det fælles gode derimod opstår i underområdet velfærdsøkonomi og refererer til resultatet af en social velfærdsfunktion. En sådan social velfærdsfunktion ville til gengæld være forankret i en moralsk teori om det gode (såsom utilitarisme). Social choice-teori har til formål at forstå processer, hvorved det fælles bedste kan eller ikke kan realiseres i samfund gennem studiet af kollektive beslutningsregler. Public choice-teori anvender mikroøkonomisk metode til studiet af statskundskab for at forklare, hvordan private interesser påvirker politiske aktiviteter og resultater.